# Лобунщина
Лобунщина — (біл. вёска Лобуншчіна), село (веска) в складі Логойського району розташоване в Мінській області Білорусі, підпорядковане Острошицькій сільській раді.
Село Лобунщина розташоване в центральних районах Білорусі, у північній частині Мінської області - орієнтовне розташування [Архівовано 25 грудня 2018 у Wayback Machine.].